# Tahoua
Tahoua est une ville du Niger, chef-lieu de la région de Tahoua, communément appelé capitale de l'Ader. Organisée en deux arrondissements communaux, elle est l'une des quatre communes à statut particulier ou villes du Niger.
La région de Tahoua est située entre les parallèles 13°42’ et 18°30’ latitude Nord et les méridiens 3°53’ et 6°42’ longitude Est.

## Géographie

### Situation
La région de Tahoua couvre une superficie de 113 371 Km² pour une population estimée à 4 606 576 habitants, soit une densité de 40,7 habitants/km² selon les projections démographiques de l’INS en 2021. Elle est par sa population la troisième région du pays après Zinder et Maradi. La population active de la région de Tahoua représente 56,67 % de la population totale.
La ville de Tahoua est située à environ 550 km au nord-est de Niamey, la capitale du pays et 434 km de la région d'Agadez.[réf. incomplète]

### Relief et environnement
Tahoua se trouve à la limite de la zone des cultures et de la zone sahélienne où nomadisent les Peuhls, les Arabes et les Touaregs, au centre d'une région pastorale et agricole dont l'aménagement est poursuivi sur les sites de culture de contre-saison par les populations nomades sédentarisées à Keita, Konni, Bouza et Abalak.

### Climat
Située dans le Sahel, la région de Tahoua connait un climat tropical sec avec un hiver sans précipitations, des pluies en été et une courbe des températures caractéristique en dos de chameau.
| Mois                              | jan. | fév. | mars | avril | mai  | juin | jui. | août | sep. | oct. | nov. | déc. | année |
| --------------------------------- | ---- | ---- | ---- | ----- | ---- | ---- | ---- | ---- | ---- | ---- | ---- | ---- | ----- |
| Température minimale moyenne (°C) | 15   | 17,9 | 22,2 | 25,8  | 27,4 | 26,2 | 24,4 | 23,4 | 24,1 | 23,4 | 19,5 | 16,2 | 22,1  |
| Température maximale moyenne (°C) | 31   | 34,1 | 38,1 | 41,1  | 41   | 38,6 | 35,6 | 33,7 | 36   | 37,7 | 35,4 | 32,2 | 36,2  |
| Précipitations (mm)               | 0    | 0    | 1    | 4     | 16   | 55   | 98   | 128  | 56   | 7    | 0    | 0    | 365,1 |

| Diagramme climatique                                  |           |           |           |          |            |            |             |          |           |           |           |
| J                                                     | F         | M         | A         | M        | J          | J          | A           | S        | O         | N         | D         |
| 31150                                                 | 34,117,90 | 38,122,21 | 41,125,84 | 4127,416 | 38,626,255 | 35,624,498 | 33,723,4128 | 3624,156 | 37,723,47 | 35,419,50 | 32,216,20 |
| Moyennes : • Temp. maxi et mini °C • Précipitation mm |           |           |           |          |            |            |             |          |           |           |           |

## Histoire
Au XVIIIe siècle, Tahoua appartient à une province du Sultanat d’Aïr, divisée en plusieurs secteurs. Tahoua et l'Ader sont administrés par les Amattaza, un sous-groupe des touaregs Lissawan. Dans le dernier tiers du XIXe siècle, la région est dirigée par le sous-groupe touareg d’Ullemmeden.
La domination touareg s'interrompt au début du XXe siècle, après la création du 3e Territoire militaire (ou Territoire de Zinder), le 23 juillet 1900, l'administration militaire française s'organise par la création de postes et la construction de routes. Le 21 août 1900, un détachement du 2e régiment de tirailleurs sénégalais occupe la ville de Tahoua sous les ordres du Capitaine Henri Moll.
Le Cercle de Tahoua est établi en 1901 dans le 3e Territoire militaire du Niger, le capitaine Cornu (19e compagnie) et le lieutenant Figeac (22e compagnie) établissent la liaison entre Tahoua et Filingué.

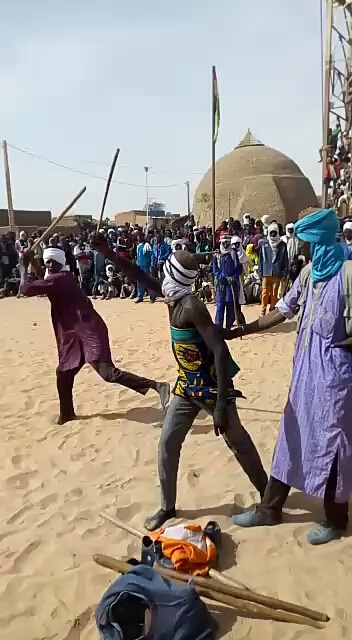
Charo de Peuls.

En 1945, le canton de Tahoua est partagé en 3 cantons : Tahoua, Kalfou et Bambèye.

## Administration
La ville de Tahoua est située dans le département de Tahoua, dans la région de Tahoua. C'est le chef-lieu de ces deux entités.
Elle constitue une commune à statut particulier constituée de deux arrondissements communaux : Tahoua I et Tahoua II.
| Code INS | Arrondissements | Superficie (km²) | Population (urbaine 2012) | Population (rurale 2012) | Localités |
| -------- | --------------- | ---------------- | ------------------------- | ------------------------ | --------- |
| 59001    | Tahoua I        | 422,1            | 35 292                    | 18 277                   | 31        |
| 59002    | Tahoua II       | 332,3            | 82 534                    | 13 395                   | 75        |

### Liste des maires
Les maires se succèdent à la tête de la municipalité depuis sa création. Depuis le 4 avril 2024, un Administrateur délégué nommé par le Chef de l’État du Niger remplace le Président du conseil de Ville élu. 
| Période | Période | Identité          | Étiquette | Qualité                |
| ------- | ------- | ----------------- | --------- | ---------------------- |
|         | 2021    | Abala Elhadj Sofo |           |                        |
| 2021    | 2024    | Abdou Ouhou Dodo  |           |                        |
| 2024    |         | Sahabi Moussa     |           | Administrateur délégué |

## Population
Lors du dénombrement de la population réalisé en 1929, la localité de Tahoua est la plus peuplée de la Colonie du Niger avec 10 927 habitants.
La commune urbaine comptait 123 373 habitants en 2011. La population connait un accroissement annuel moyen de 4,23 % pendant la période 2001-2012.
La population urbaine est relevée par les recensements généraux de population :

## Enseignement
L'Université Djibo Hamani de Tahoua (UDH) fondée en 2010 délivre des enseignements dans les domaines du droit, économie et gestion, les sciences agronomiques et les sciences de l'éducation.
L'Institut Universitaire de Technologie (IUT) de l'Université de Tahoua, offre les formations suivantes :
Pour le Diplôme Universitaire de Technologie (DUT) :
·       DUT Comptabilité Gestion ;
·       DUT Finance Banque ;
·       DUT Techniques commercial ;
·       DUT Communication des Entreprises;
·      DUT Management Logistique et Transport ;
·       DUT Informatique de Gestion.
Pour la Licence Professionnelle (LP)
·       Licence Professionnelle Comptabilité et Gestion des Entreprises ;
·       Licence Professionnelle Hôtellerie et Tourisme ;
·       Licence Professionnelle Finance, Banque et Assurance ;
·       Licence Professionnelle Gestion des projets et Logistique ;
·       Licence Professionnelle Audit et Contrôle de gestion ;
·       Licence Professionnelle Techniques commercial ;
·       Licence Professionnelle Communication des Entreprises;
·       Licence Professionnelle Management Logistique et Transport.

## Économie
Tahoua, ancienne étape des caravanes, est essentiellement un grand marché très pittoresque où se rencontrent Aderawa de langue Haoussa, Peuhl, Touareg et Zarma.
Des mines de phosphate et de gypse sont présentes aux alentours.
L'économie de la région se renforcer grâce à la frontière qu'elle partage avec le Nigeria voisin, ce qui rend fluide les échanges commerciaux entre les deux zones.

### Transport et communication

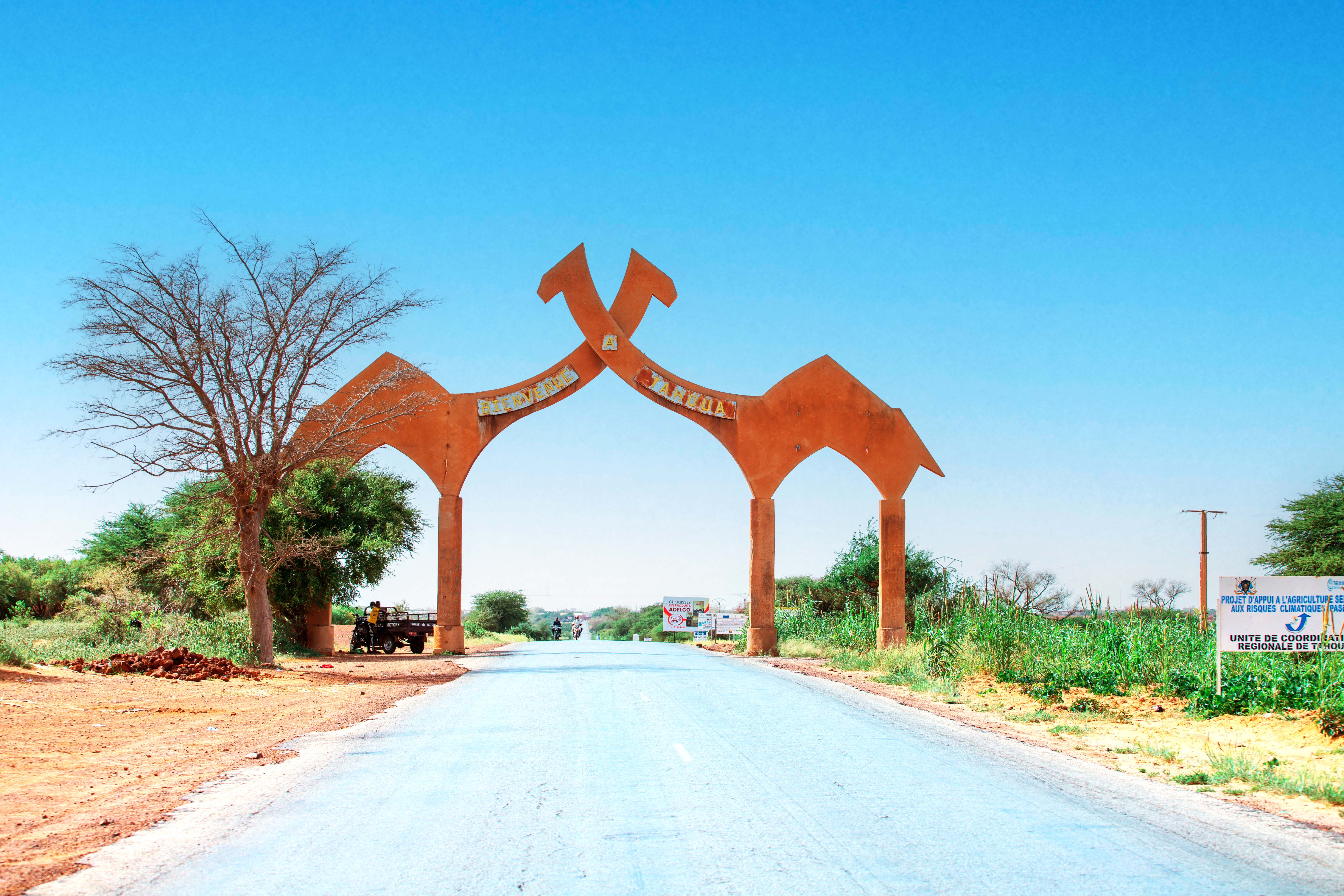
Entrée à Tahoua par la RN 29

La ville est reliée aux villes voisines par de nombreuses routes dont deux routes nationales.
- Vers l'ouest, par la N 25 : Tébaram (90 km), Niamey (456 km).
- Vers le nord, par la N 29 : Barmou (60 km), Tillia.
- Vers le nord-est, par la N 25 : Abalak (133 km), Agadez (404 km).
- Vers le sud, par la N 29 : Tsernaoua (118 km).
- Vers le sud-ouest, Bambèye (30 km).

La ville possède un aéroport, code IATA THZ.

## Sports
La Jeunesse Sportive de Tahoua (JST) est un club de football professionnel qui évolue en Super ligue (1re division) du Championnat du Niger de football pour la saison 2023-2024, il réside au stade régional de Tahoua.

## Jumelage et coopération
- Luanda (Angola)
- Saône-et-Loire, accord de coopération depuis février 2008[16].